# ガイウス・アクィッリウス・トゥスクス
ガイウス・アクィッリウス・トゥスクス (ラテン語: Gaius Aquillius Tuscus、生没年不詳) は共和政ローマの軍人、政治家。紀元前487年にアクィッリウス氏族から初の執政官となった。

## 経歴

### 出自
コグノーメンのトゥスクスはエトルリアを意味するが、必ずしもエトルリア出身者を示すわけではない。ただし、エトルリアの遺跡から出土した陶器にエトルリア語でアクィッリウスと刻まれたものが含まれていたため、アクィッリウス氏族はエトルリア出身ではないかとする研究者もいる。

### コンスルシップ
紀元前487年に執政官となると、同僚のティトゥス・シキニウスはウォルスキ族を、アクィッリウスはヘルニキ族を担当した。リウィウスはヘルニキを討伐出来たもののウォルスキとは引き分けたとするが、ハリカルナッソスのディオニュシオスはシキニウスが凱旋式を、アクィッリウスは小凱旋式を挙行したとしている。凱旋式のファスティは該当部分が失われており、真偽は不明である。